# Svojstvene vrijednosti i svojstveni vektori
U linearnoj algebri, svojstveni vektor ili vlastiti vektor linearnog operatora vektor je koji se u transformaciji mijenja samo za skalarni faktor koji se zove svojstvena ili vlastita vrijednost operatora pridružena tom svojstvenom vektoru. Skup svih svojstvenih vrijednosti linearnog operatora naziva se spektar.
Formalno, ako je {\displaystyle O} linearni operator u vektorskom prostoru {\displaystyle V} nad poljem {\displaystyle F}, skalar {\displaystyle \lambda } iz {\displaystyle F} je svojstvena vrijednost, a vektor {\displaystyle \mathbf {v} } (različit od nulvektora) svojstveni vektor operatora ako je rezultat djelovanja operatora na {\displaystyle \mathbf {v} } isti taj vektor pomnožen s {\displaystyle \lambda }:
{\displaystyle O(\mathbf {v} )=\lambda \,\mathbf {v} }.
Geometrijski bi svojstveni vektor bio svaki onaj vektor koji pokazuje u smjeru u kojem linearna transformacija vektore rasteže po pravcu ali ih ne rotira.
Kada se fiksira baza n-dimenzionalnog vektorskog prostora, svaki se vektor može prikazati kao stupac {\displaystyle \mathbf {u} } s n redaka u kojima se nalaze koeficijenti linearne kombinacije vektora baze koja daje taj vektor. Svaki se operator može prikazati kao matrica {\displaystyle M} reda n×n čije je djelovanje na vektor dano njihovim umnoškom. Uvjet da je {\displaystyle \mathbf {v} } svojstveni vektor operatora {\displaystyle A} u matričnom zapisu glasi
{\displaystyle M\mathbf {u} =\lambda \,\mathbf {u} }.
Zbog ove korespondencije u konačnodimanzionalnom vektorskom prostoru vlastite vrijednosti i vlastiti vektori mogu se definirati u jeziku teorije matrica ili u jeziku linearnih operatora i linearnih transformacija. 
Kada svojstveni vektori tvore bazu n-dimenzionalnog vektorskog prostora, djelovanje operatora na bilo koji vektor jednostavno se prikazuje kao produkt dijagonalne matrice svojstvenih vrijednosti i vektora prikazanog u bazi svojstvenih vektora. Štoviše, kad god u takvom prostoru postoji n međusobno različitih svojstvenih vrijednosti linearnog operatora, skup pripadnih svojstvenih vektora je linearno nezavisan i tvori bazu vektorskog prostora. Za operator čiji je matrični zapis u bazi sastavljenoj od njegovih svojstvenih vektora dijagonalna matrica kaže se da je dijagonalizabilan.
Svojstvene vrijednosti i svojstveni vektori važni su u analizi linearnih operatora. Izvorno su došli iz proučavanja glavnih osi rotacije, a sada se naširoko primjenjuju u analizi stabilnosti, analizi vibracija, proračunima atomskih orbitala i općenito u kvantnoj mehanici, prepoznavanju lica i dijagonalizaciji matrica.

## Primjeri
Linearne transformacije mogu se javiti u mnogo oblika, preslikavajući vektore u raznim apstraktnim vektorskim prostorima. Samim time i svojstveni vektori mogu poprimiti različite oblike.  

### Linearna transformacija ravnine
Uzmimo za primjer linearnu transformaciju ravnine, A, koja vektor {\displaystyle {\vec {v}}=v_{x}{\vec {\imath }}+v_{y}{\vec {\jmath }}} preslikava u {\displaystyle {\vec {w}}=(2v_{x}+v_{y}){\vec {\imath }}+(v_{x}+2v_{y}){\vec {\jmath }}}. 
U matričnom zapisu ovo je
{\displaystyle {\vec {w}}\,{\overset {\underset {\mathrm {def} }{}}{=}}\,A\,{\vec {v}}={\begin{bmatrix}2&1\\1&2\end{bmatrix}}{\begin{bmatrix}v_{x}\\v_{y}\end{bmatrix}}}.
Traže se vektori i vrijednosti parametra {\displaystyle \lambda } za koje je {\displaystyle A\,{\vec {v}}=\lambda {\vec {v}}}, odnosno {\displaystyle (A-\lambda I){\vec {v}}=0}, gdje je I jedinična matrica (matrica s jedinicama na dijagonali i nulama drugdje). Ova jednadžba imat će rješenja različita od nulvektora ako i samo ako je determinanta {\displaystyle |A-\lambda I|}, imena svojstveni ili karakteristični polinom operatora A, jednaka nuli:
{\displaystyle {\begin{vmatrix}2-\lambda &1\\1&2-\lambda \end{vmatrix}}=\lambda ^{2}-4\lambda +3=0}.
Iz jednadžbe slijedi da su svojstvene vrijednosti operatora {\displaystyle \lambda '=1} i {\displaystyle \lambda ''=3}. Njima pripadni svojstveni vektori dobiju se rješavanjem sustava jednadžbi za komponente vektora, 
{\displaystyle {\begin{bmatrix}2-\lambda ^{i}&1\\1&2-\lambda ^{i}\end{bmatrix}}{\begin{bmatrix}v_{x}\\v_{y}\end{bmatrix}}=0}
za svaku od dobivenih svojstvenih vrijednosti. Ti vektori su {\displaystyle {\vec {v}}'={\vec {\imath }}-{\vec {\jmath }}} i {\displaystyle {\vec {v}}''={\vec {\imath }}+{\vec {\jmath }}} (uz sve ostale koje se dobiju njihovim skaliranjem). Uzme li se vektore za bazu, a oni su u ovom slučaju ortogonalni pa se i koordinatne osi Kartezijevog sustava mogu usmjeriti po njima, matrica linearne transformacije ravnine postaje dijagonalna {\displaystyle \left[{\begin{smallmatrix}\lambda '&0\\0&\lambda ''\end{smallmatrix}}\right]=\left[{\begin{smallmatrix}1&0\\0&3\end{smallmatrix}}\right]}. Iz nje se odmah vidi da transformacija ravninu rasteže u smjeru vektora {\displaystyle {\vec {v}}''} koji je simetrala 1. i 3. kvadranta originalnog koordinatnog sustava (prikazano na slici), a ne dira je u smjeru vektora {\displaystyle {\vec {v}}'} koji je simetrala 2. i 4. kvadranta. 

### Operatori u prostoru funkcija
Linearna transformacija može biti i diferencijalni operator {\displaystyle {\tfrac {d}{dx}}} u prostoru funkcija pa su u tom slučaju svojstveni vektori funkcije koje se nazivaju svojstvenim funkcijama i koje se skaliraju tim diferencijalnim operatorom, na primjer ovako: 
{\displaystyle {\frac {d}{dx}}f(x)=\lambda \cdot f(x)}.
Funkcije {\displaystyle e^{\lambda x}} svojstene su funkcije diferencijalnog operatora {\displaystyle {\tfrac {d}{dx}}} sa svojstvenim vrijednostima {\displaystyle \lambda } jer očito vrijedi
{\displaystyle {\frac {d}{dx}}e^{\lambda x}=\lambda \,e^{\lambda x}}.
U primijenjenoj matematici važan je Sturm–Liouvilleov problem u kojem se traže funkcije {\displaystyle f(x)} i parametri {\displaystyle \lambda } za koje postoje rješenja diferencijalne jednadžbe drugoga reda,
{\displaystyle {\frac {\mathrm {d} }{\mathrm {d} x}}\!\!\left[\,p(x){\frac {\mathrm {d} }{\mathrm {d} x}}f(x)\right]+q(x)\,f(x)=-\lambda \,w(x)\,f(x)}
često podložna određenim rubnim uvjetima. Sturm-Liouvilleova teorija proučava uvjete postojanja, asimptotsko ponašanje i potpunost (u smislu baze vektorskog prostora) rješenja koja su svojstvene funkcije i svojstvene vrijednosti hermitskog diferencijalnog operatora u pogodnom prostoru funkcija.
U fizici se svojstvene vrijednosti i svojstveni vektori pojavljuju u mnogim područjima, napose tamo gdje se rješavaju separabilne parcijalne diferencijalne jednadžbe. Vremenski neovisna Schrödingerova jednadžba u jednoj dimenziji Sturm–Liouvilleov je problem čije su svojstvene vrijednosti svojstvene (karakteristične) energije kvantnog sustava, a svojstveni vektori valne funkcije koje su za različite svojstvene vrijednosti međusobno ortogonalne — skalarni produkt definiran u Hilbertovom prostoru kvadratno integrabilnih funkcija za njih iščezava. U teoriji vibracija molekula i čvrstih tijela također se javljaju operatori čije vlastite vrijednosti određuju frekvencije takozvanih normalnih modova danog sustava; superpozicija normalnih modova koja odgovara početnim i rubnim uvjetima daje ukupno gibanje sustava, a sustav na pobudu najjače odgovara u blizini frekvencija čistih modova.

## Povijest
Prve ideje o svojstvenim vrijednostima pojavile su se u proučavanju kvadratnih formi i diferencijalnih jednadžbi.
U 18. stoljeću Leonhard Euler proučavao je rotacijsko gibanje krutog tijela i otkrio važnost glavnih osi. Godine 1751. dokazuje da se tijelu, kojeg god oblika bilo, uvijek može pripisati os koja prolazi njegovim centrom masa, a oko koje se ono slobodno i jednoliko okreće. Johann Segner 1755. pokazuje da kruto tijelo ima tri glavne osi. Joseph-Louis Lagrange shvaća da su glavne osi svojstveni vektori tenzora inercije.
Početkom 19. stoljeća Augustin-Louis Cauchy uvidio je da se rezultati Eulera i Lagrangea mogu koristiti za klasifikaciju kvadrika i generalizirao ga na proizvoljan broj dimenzija. Cauchy je također prvi upotrijebio naziv »karakteristični korijen« (fr. racine caractéristique) za ono što se danas naziva svojstvena ili vlastita vrijednost; njegov naziv i dalje se rabi za karakteristične polinome.
Joseph Fourier poslužio se radom Lagrangea i Pierre-Simona Laplacea kako bi riješio toplinsku (difuzijsku) jednadžbu separacijom varijabla u svojoj poznatoj knjizi Théorie analytique de la chaleur iz 1822. godine. Charles-François Sturm razradio je Fourierove zamisli i pokazao ih Cauchyju, koji ih je onda kombinirao sa svojim idejama i došao do činjenice da realne simetrične matrice imaju realne vlastite vrijednosti. Charles Hermite ovo je 1855. proširio na ono što se danas naziva hermitskim matricama.
Otprilike u isto vrijeme Francesco Brioschi dokazao je da vlastite vrijednosti ortogonalnih matrica leže na jediničnoj kružnici, dok je Alfred Clebsch pronašao odgovarajući rezultat za antisimetrične matrice. Karl Weierstrass pojašnjava važan aspekt u Laplaceovoj teoriji stabilnosti, shvaćajući da defektne matrice mogu uzrokovati nestabilnost.
U međuvremenu je Joseph Liouville proučavao probleme s vlastitim vrijednostima slične Sturmovim; disciplina koja je izrasla iz njihova rada sada se naziva Sturm–Liouvilleova teorija. Hermann Schwarz proučavao vlastite vrijednosti Laplaceove jednadžbe pretkraj 19. stoljeća, dok je Poincaré proučavao Poissonovu jednadžbu nekoliko godina kasnije.
Početkom 20. stoljeća David Hilbert proučava vlastite vrijednosti integralnih operatora promatrajući ih kao beskonačne matrice.
Prvi numerički algoritam za izračunavanje vlastitih vrijednosti i vlastitih vektora 1929. godine objavio je Richard von Mises. Jednu od najpopularnijih metoda danas, QR algoritam koji se zasniva na QR dekompozicija matrica, neovisno su predložili John Francis i Vera Kublanovskaya 1961. godine.